# Miguel Olaortúa Laspra
Miguel Olaortúa Laspra (Bilbao, 22 novembre 1962 – Iquitos, 1º novembre 2019) è stato un vescovo cattolico e missionario spagnolo.

## Biografia
Miguel Olaortúa Laspra nacque a Bilbao il 22 novembre 1962.

### Formazione e ministero sacerdotale
Nel 1981 entrò nel noviziato dell'Ordine di Sant'Agostino e il 2 ottobre dell'anno successivo emise la prima professione. Studiò filosofia e teologia presso il seminario maggiore degli agostiniani di Valladolid dal 1982 al 1984 e presso l'Università di Deusto a Bilbao dal 1984 al 1987.
Il 4 ottobre 1987 fu ordinato presbitero nella cattedrale di San Giacomo a Bilbao. Lo stesso anno fu inviato a Roma per studi. Nel 1990 conseguì la licenza in scienze dell'educazione con specializzazione in pastorale giovanile e catechesi presso l'Università Pontificia Salesiana. In seguito è stato vicario parrocchiale della parrocchia di Santa Rita a Saragozza e membro della direzione del Collegio e professore presso la Scuola di catechesi dell'arcidiocesi di Saragozza dal 1990 al 2002; coordinatore della pastorale del Collegio "Sant'Agostino" di Saragozza nel 1992; consigliere provinciale dal 1998 al 2010; priore della comunità di Saragozza dal 2000 al 2006 e direttore del Collegio "Sant'Agostino", membro dell'equipe diocesana per la catechesi e delegato permanente del superiore maggiore presso la sezione di Aragona della Conferenza spagnola dei religiosi (CONFER).

### Ministero episcopale
Il 2 febbraio 2011 papa Benedetto XVI lo nominò vicario apostolico di Iquitos e vescovo titolare di Abbir Maggiore. Ricevette l'ordinazione episcopale il 16 aprile successivo nella chiesa di San José de la Montaña a Bilbao dall'arcivescovo metropolita di Valladolid Ricardo Blázquez Pérez, co-consacranti l'arcivescovo Renzo Fratini, nunzio apostolico in Spagna e Andorra, e il vicario apostolico emerito di Iquitos Julián García Centeno.
Dall'8 agosto 2011 al 1º novembre 2014 fu anche amministratore apostolico di San José del Amazonas.
Nel maggio del 2017 compì la visita ad limina.
In seno alla Conferenza episcopale peruviana fu membro della commissione per la liturgia dal 2012; del consiglio permanente dal gennaio del 2015; della commissione per la protezione dei minori dal gennaio del 2019 e della commissione per la vita religiosa dal gennaio del 2019.
Partecipò all'assemblea speciale per la regione panamazzonica del Sinodo dei vescovi che ebbe luogo nella Città del Vaticano dal 6 al 27 ottobre 2019 sul tema "Amazzonia: nuovi cammini per la Chiesa e per una ecologia integrale".
Morì nella sua residenza di Iquitos intorno alle 3 del mattino del 1º novembre 2019 all'età di 56 anni per una broncopolmonite. Le esequie si tennero il 4 novembre alle ore 16 nella cattedrale di San Giovanni Battista a Iquitos. Al termine del rito fu sepolto nella cripta dello stesso edificio.

## Genealogia episcopale
La genealogia episcopale è:
- Cardinale Scipione Rebiba
- Cardinale Giulio Antonio Santori
- Cardinale Girolamo Bernerio, O.P.
- Arcivescovo Galeazzo Sanvitale
- Cardinale Ludovico Ludovisi
- Cardinale Luigi Caetani
- Cardinale Ulderico Carpegna
- Cardinale Paluzzo Paluzzi Altieri degli Albertoni
- Papa Benedetto XIII
- Papa Benedetto XIV
- Papa Clemente XIII
- Cardinale Marcantonio Colonna
- Cardinale Giacinto Sigismondo Gerdil, B.
- Cardinale Giulio Maria della Somaglia
- Cardinale Carlo Odescalchi, S.I.
- Cardinale Costantino Patrizi Naro
- Cardinale Serafino Vannutelli
- Cardinale Domenico Serafini, Cong. Subl. O.S.B.
- Cardinale Pietro Fumasoni Biondi
- Cardinale Antonio Riberi
- Cardinale Ángel Suquía Goicoechea
- Cardinale Antonio María Rouco Varela
- Cardinale Ricardo Blázquez Pérez
- Vescovo Miguel Olaortúa Laspra, O.S.A.